# Marek Sikora (astronom)
Marek Jan Sikora – polski astronom, profesor doktor habilitowany.

## Życiorys
Stopień doktora habilitowanego z astrofizyki uzyskał w 1990 roku, tytuł profesorski otrzymał w 1999 roku. Obecnie pracuje jako profesor zwyczajny w Centrum Astronomicznym im. Mikołaja Kopernika Polskiej Akademii Nauk w Warszawie. Interesuje się głównie astrofizyką wysokich energii, jądrami aktywnych galaktyk, dżetami i źródłami promieniowania kosmicznego.

## Niektóre publikacje naukowe
- 2008, 3C 454.3 reveals the structure and physics of its blazar zone, The Astrophysical Journal, 675, str. 71, 2008, Marek Jan Sikora, Rafał  Moderski, Grzegorz Maria Madejski,
- 2008, Multiwavelength Observations of the Powerful Gamma-Ray Quasar PKS 1510-089: Clues on the Jet Composition, The Astrophysical Journal, 672, str. 787, 2008, Marek Jan Sikora, Rafał Moderski, Kataoka et al. (Sikora, M.; Moderski, R.)
- 2008, Radio-loudness of Active Galaxies and the Black Hole Evolution, New Astronomy Reviews, 51, str. 891, 2008, Marek Jan Sikora, Łukasz  Stawarz, Lasota J.-P.
- 2007, Radio-loudness of active galactic nuclei: observational facts and theoretical implications, The Astrophysical Journal, 658, str. 815, 2007, Marek Jan Sikora, Łukasz Stawarz, Lasota J.-P.
- 2007, On Magnetic Field in Broad-line Blazars, Proceedings "Recontre de Moriond", 2007, Marek Jan Sikora, Rafał  Moderski,
- 2007, Radio loudness of AGNs: host galaxy morphology and the spin paradigm, Proceedings of "Extragalactic Jets: Theory and Observations from Radio to Gamma Rays”, 2007, Marek Jan Sikora, Łukasz Stawarz, Lasota J.-P.
- 2006, Dynamics and high-energy emission of the flaring HST-1 knot in the M87 jet, Monthly Noticies of the RAS, 370, str. 981, 2006, Marek Jan Sikora, Łukasz  Stawarz, Aharonian F., Kataoka J., Ostrowski M., Siemiginowska A.
- 2005, Klein-Nishina effects in the spectra of non-thermal sources immersed in external radiation fields, Monthly Noticies of the RAS, 363, str. 954, 2005, Marek Jan Sikora, Rafał Moderski, Coppi P. S., Aharonian F.